# Veres Sándor (újságíró)
Veres Sándor, névváltozat: Veress (Tasnád, 1840 – Budapest, Ferencváros, 1916. szeptember 13.) hírlapíró, műfordító.

## Élete
Az erdélyi Veres-nemzetség sarja. Apja Veress Mihály, anyja Váradi Klára. Középiskoláit Nagykárolyban, Szegeden és Kassán végezte; a jogot Budapesten és Bécsben hallgatta. A magyar történelem mellett a modern nyelvek tanulására fordította a szabad idejét; így elsajátította a francia, angol, olasz és német nyelvet. Egy évi párizsi tartózkodás után (mely idő alatt Angliába is átlátogatott), Svájcot, Felső-Olaszországot beutazva visszatért Budapestre és itt jogi tanulmányait folytatta. Gyalog bejárta Magyarország felső vidékét, sőt Bécsből Párizsba és onnan haza is gyalog tette meg útját. 1866-ban a Magyarország Anyagi Érdekeinknél nyert alkalmazást; ez idő után a hírlapírói pályánál maradt. 1868-ban a Pesti Napló belmunkatársa lett, majd az Ellenőrhöz, innen az Egyetértéshez, Magyar Hirlaphoz, Ország-Világhoz, Magyarországhoz és Budapesthez ment át. Fordított regényeket és tárcafordításai százakra mennek. Halálát ütőér rendszer lob okozta. Felesége Romsits Róza volt.

## Munkái
- Átalakulás, vagy a Monte-Beni családrege. Hawthorne Nathaniel után ford. Pest, 1871. Két kötet. uo., 1872. Két kötet.
- A férj titka. Regény. Angolból ford. Bpest, 1890 (Lenyomat a Nemzeti Hirlapból)
- A búrok védangyala. Regény az angol-búr háborúból. Átdolgozta. Uo., 1901, két kötet (A «Budapest» Regénytára)
- Az apa bűne. Regény. Franciából ford. uo., 1902 («Budapest» Regénycsarnoka).
- Az elátkozott család. Angol regény, ford. uo., 1902 («Budapest» Regénycsarnoka).
- Kegyetlen sors. Regény, angolból ford. uo., 1902 («Budapest» Regénycsarnoka).
- Egy bankház rejtelmei. Angol regény, ford. uo., 1902 («Budapest» Regénycsarnoka)
- A titokzatos kastély. Regény. Uo. 1903. Két kötet («Budapest» Regénycsarnoka).
- A rejtett világ. Regény. írta A. Conan Doyle. Angolból ford. Cleveland, (1911).